# Technétium 99m
Ne doit pas être confondu avec Technétium 99.
table
Le technétium 99m, noté 99mTc (« m » signifie « métastable »), est un isomère du technétium 99. Il est utilisé  en médecine nucléaire pour effectuer de nombreux diagnostics.
Le noyau atomique du 99mTc compte 43 protons et 56 neutrons avec un spin 1⁄2− pour une masse atomique de 98,906 25 g/mol. Il est caractérisé par un excès de masse de −87,323 MeV, une énergie de liaison de 8,613 5 MeV et une énergie d'excitation de 142,683 6 ± 0,001 1 keV. Un gramme de technétium 99m présente une radioactivité de 1,95 × 1017 Bq.

## Propriétés
Le technétium 99m donne du technétium 99 par transition isomérique n'émettant qu'un rayonnement γ à 141 keV, ainsi que quelques électrons de conversion interne :
- 87,87 % des désexcitations se font par émission d'un photon γ d'énergie :
  - 140,5 keV dans 98,6 % des cas
  - 142,6 keV dans 1,4 % des cas
- 9,13 % se font par conversion interne avec la couche K
- 1,18 % se fait avec la couche L
- 0,39 % se fait avec la couche M

Sa période radioactive est brève, de l'ordre de six heures et 20 secondes (6,005 8 heures) : il subsiste moins de 6,27 % du technétium 99m initial après 24 heures, le reste étant converti en 99Tc, qui donne à son tour du ruthénium 99 par désintégration β :
{\displaystyle \mathrm {^{99m}_{\ \ 43}Tc\ {\xrightarrow[{6\ heures}]{\gamma \ 141\ keV}}\ {}_{43}^{99}Tc\ {\xrightarrow[{211\ 000\ ans}]{\beta ^{-}\ 249\ keV}}\ {}_{44}^{99}Ru} }
La brièveté de cette décroissance radioactive permet d'utiliser ce nucléide en médecine nucléaire comme marqueur radioactif permettant de tracer la diffusion d'une substance à travers l'organisme par scintigraphie ou tomographie d'émission monophotonique. Par ces techniques, le patient peut être examiné rapidement sans subir de trop fortes doses cumulées de radiations.

## Préparation
Le technétium 99m a une durée de vie trop brève pour pouvoir être stocké. Il doit donc être préparé à la demande à l'aide d'un générateur de technétium 99m, une machine qui permet d'extraire le 99mTc formé par désintégration β du molybdène 99 produit par activation neutronique de molybdène 98 dans des réacteurs à flux neutronique élevé (HFR) :
{\displaystyle \mathrm {^{98}_{42}Mo\ {\xrightarrow {(n,\gamma )}}{}_{42}^{99}Mo\ {\xrightarrow[{65,94\ heures}]{\beta ^{-}\ 1,216\ MeV}}\ {}_{\ \ 43}^{99m}Tc} }
Le molybdène 99 est livré aux sites d'utilisation sous forme fixée sur une colonne échangeuse d'ions. Le technétium est récupéré  par le lavage de la colonne par une solution saline. La demi-vie de molybdène 99 étant de 2,7 jours, le kit de fabrication peut être ainsi utilisé un peu moins d'une semaine mais nécessite un acheminement rapide entre le lieu de production et le lieu d'utilisation. 
Le molybdène 99 est également un produit de fission de l'uranium 235. Dans tous les cas, il doit être extrait et purifié pour pouvoir être utilisé à des fins médicales.
Le 99Mo est produit essentiellement, en 2014, par cinq réacteurs dans le monde : le réacteur français OSIRIS du CEA à Saclay, le réacteur NRU du Laboratoires nucléaires de Chalk River au Canada, le BR-2 du SCK•CEN en Belgique, le SAFARI-1 en Afrique du Sud et le HFR (en) de Petten (Pays-Bas). Une relative tension est apparue sur le marché du molybdène 99 à l'automne 2008 à la suite de l'arrêt temporaire des deux réacteurs du Benelux, laissant le réacteur du CEA à Saclay seul pour approvisionner l'Europe. La situation s'est normalisée depuis mais demeure assez fragile compte tenu des capacités des installations concernées.
Le CEA fait construire depuis 2007 le réacteur Jules Horowitz (RJH) au centre de Cadarache afin de prendre le relais du réacteur OSIRIS, mis à l'arrêt depuis fin 2015. La mise en service n'est pas envisagée avant 2025. 
Des études très avancées permettent d'envisager la production, par les cyclotrons, du molybdène 99 servant à la préparation du technétium 99m,,.

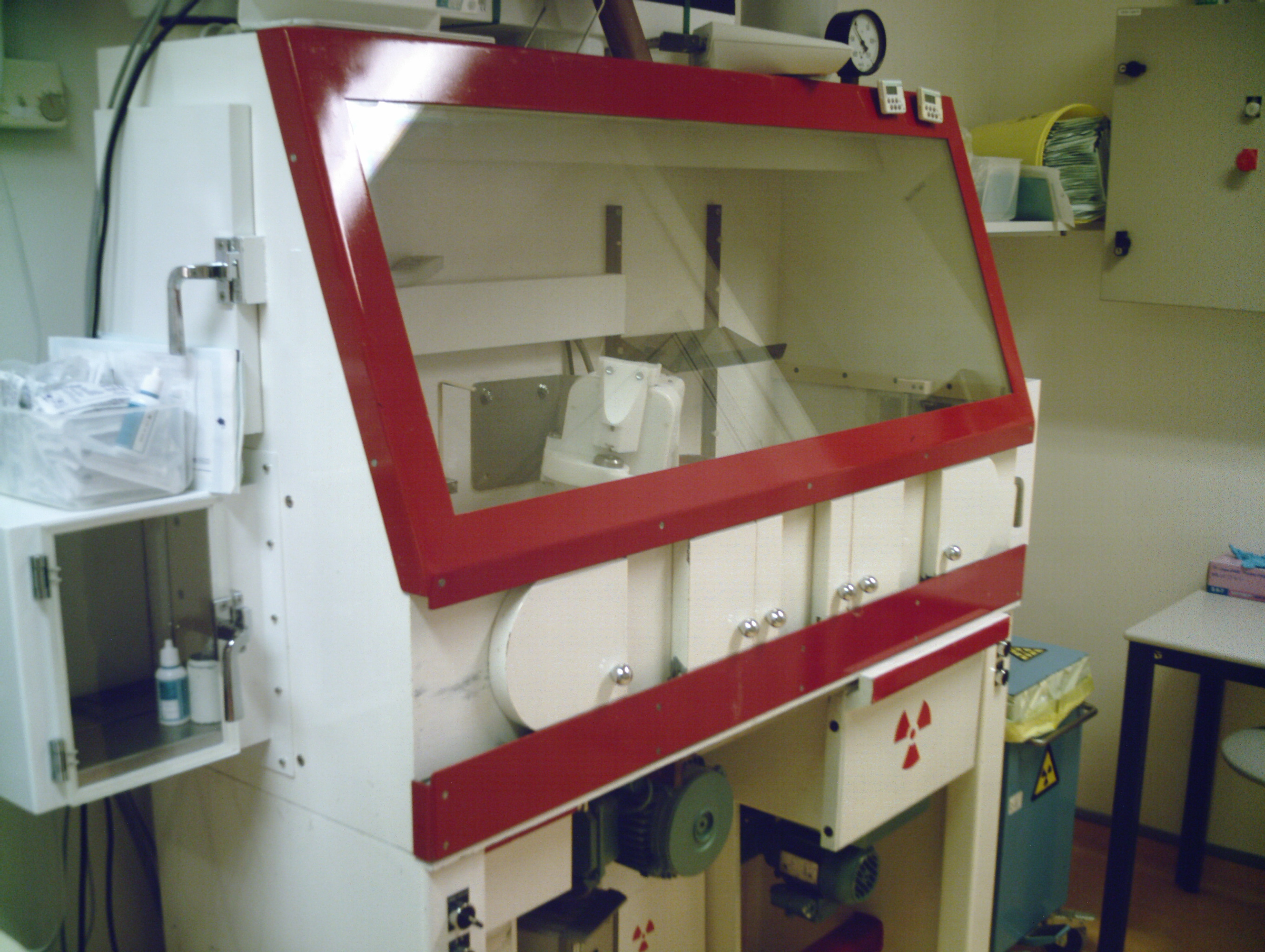
Hotte permettant l'extraction et la mise en seringue du 99mTc.
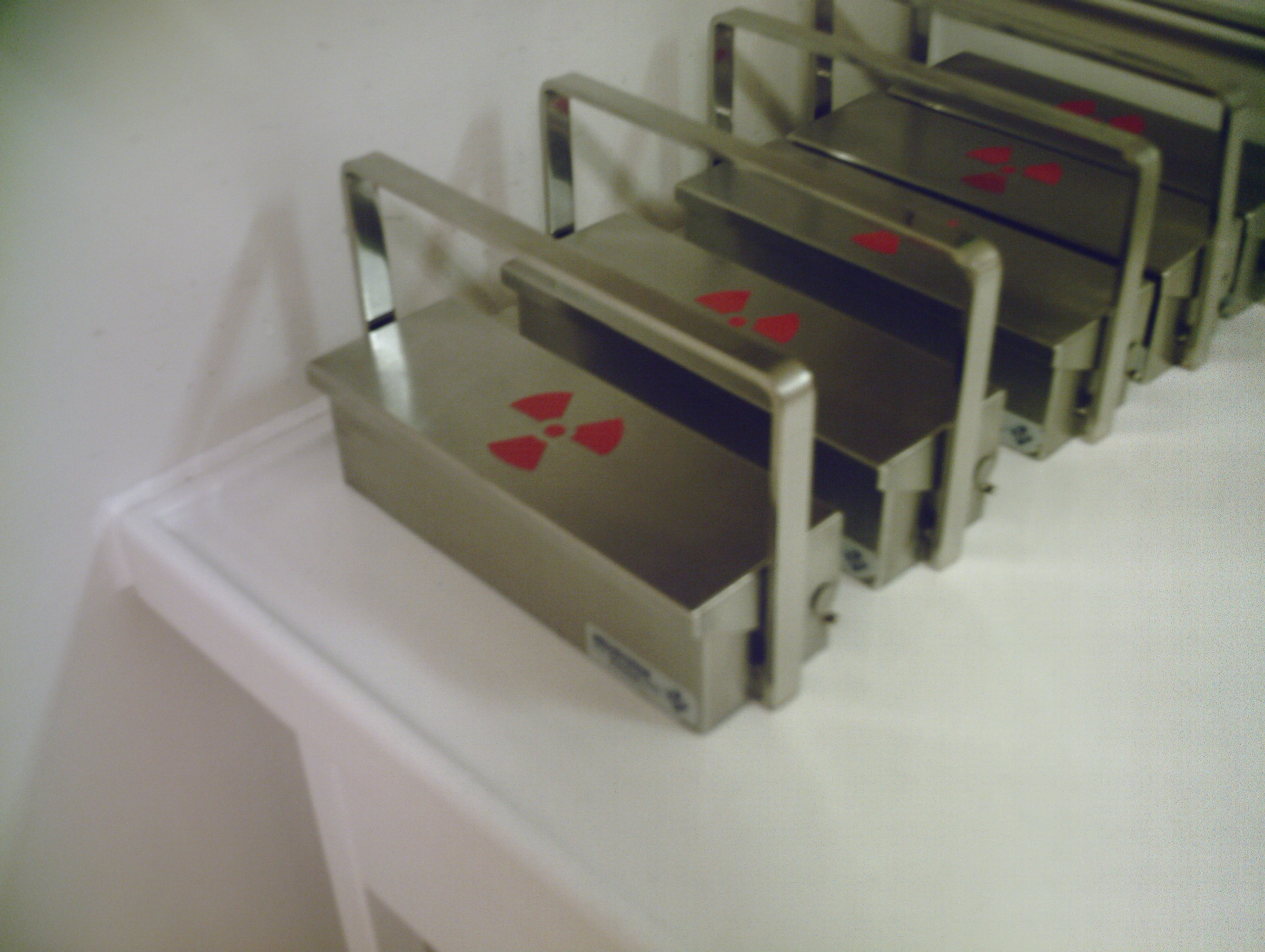
Le transport des seringues est effectué dans des conteneurs plombés.
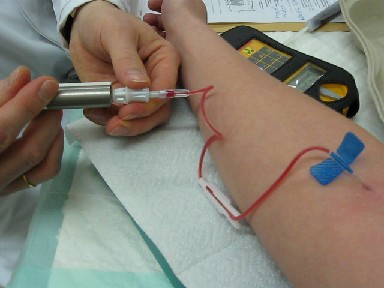
Injection d'une solution de 99mTc à l'aide d'une seringue plombée.